# Населення Катару
Населення Катару. Чисельність населення країни 2015 року становила 2,194 млн осіб (144-те місце у світі). Чисельність катарців стабільно збільшується, народжуваність 2015 року становила 9,84 ‰ (199-те місце у світі), смертність — 1,53 ‰ (225-те місце у світі), природний приріст — 3,07 % (6-те місце у світі) . 

## Природний рух

### Відтворення
Народжуваність у Катарі, станом на 2015 рік, дорівнює 9,84 ‰ (199-те місце у світі). Коефіцієнт потенційної народжуваності 2015 року становив 1,91 дитини на одну жінку (137-ме місце у світі). Рівень застосування контрацепції 38 % (станом на 2012 рік).
Смертність у Катарі 2015 року становила 1,53 ‰ (225-те місце у світі).
Природний приріст населення в країні 2015 року становив 3,07 % (6-те місце у світі).

### Вікова структура

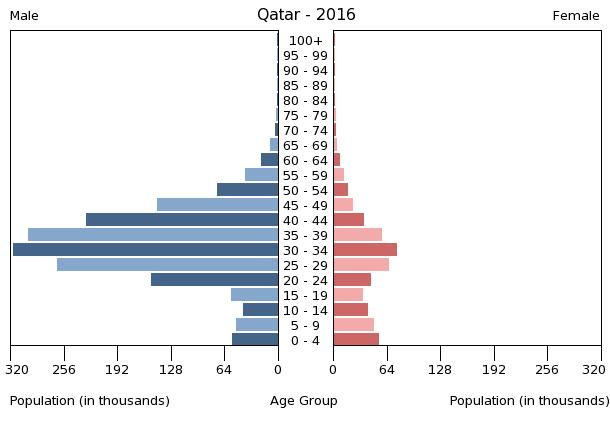
Віково-статева піраміда населення Катару, 2016 рік

Середній вік населення Катару становить 33 роки (89-те місце у світі): для чоловіків — 24,1, для жінок — 28,1 року. Очікувана середня тривалість життя 2015 року становила 78,59 року (53-тє місце у світі), для чоловіків — 76,58 року, для жінок — 80,65 року.
Вікова структура населення Катару, станом на 2015 рік, мала такий вигляд:
- діти віком до 14 років — 12,52 % (139 353 чоловіки, 135 514 жінок);
- молодь віком 15—24 роки — 12,96 % (207 493 чоловіки, 76 879 жінок);
- дорослі віком 25—54 роки — 70,23 % (1 278 442 чоловіки, 263 051 жінка);
- особи передпохилого віку (55—64 роки) — 3,39 % (57 581 чоловік, 16 886 жінок);
- особи похилого віку (65 років і старіші) — 0,89 % (12 365 чоловіків, 7253 жінки)[1].

### Шлюбність— розлучуваність
Коефіцієнт шлюбності, тобто кількість шлюбів на 1 тис. осіб за календарний рік, дорівнює 3,3; коефіцієнт розлучуваності — 1,1; індекс розлучуваності, тобто відношення шлюбів до розлучень за календарний рік — 33 (дані за 2011 рік).

## Розселення
Густота населення країни 2015 року становила 192,5 особи/км² (73-тє місце у світі).

### Урбанізація
Катар надзвичайно урбанізована країна. Рівень урбанізованості становить 99,2 % населення країни (станом на 2015 рік), темпи зростання частки міського населення — 6,02 % (оцінка тренду за 2010—2015 роки).
Головні міста держави: Доха (столиця) — 718,0 тис. осіб (дані за 2015 рік).

### Міграції
Річний рівень імміграції 2015 року становив 22,39 ‰ (1-ше місце у світі). Цей показник не враховує різниці між законними і незаконними мігрантами, між біженцями, трудовими мігрантами та іншими.

#### Біженці й вимушені переселенці
У країні мешкає 1,2 тис. осіб без громадянства.
Катар є країною-спостерігачем в Міжнародної організації з міграції (IOM).

## Расово-етнічний склад
| Етнічний склад (2015 рік) | Етнічний склад (2015 рік) | Етнічний склад (2015 рік) | Етнічний склад (2015 рік) | Етнічний склад (2015 рік) |
| ------------------------- | ------------------------- | ------------------------- | ------------------------- | ------------------------- |
| Етнос:                    |                           |                           | Відсоток:                 |                           |
| араби                     | араби                     |                           | 40%                       | 40%                       |
| індійці                   | індійці                   |                           | 18%                       | 18%                       |
| пакистанці                | пакистанці                |                           | 18%                       | 18%                       |
| перси                     | перси                     |                           | 10%                       | 10%                       |
| інші                      | інші                      |                           | 14%                       | 14%                       |

Головні етноси країни: араби — 40 %, індійці — 18 %, пакистанці — 18 %, перси — 10 %, інші — 14 % населення.

## Мови
| Мови Катару (2015 рік) | Мови Катару (2015 рік) | Мови Катару (2015 рік) | Мови Катару (2015 рік) | Мови Катару (2015 рік) |
| ---------------------- | ---------------------- | ---------------------- | ---------------------- | ---------------------- |
| Мова:                  |                        |                        | Відсоток:              |                        |
| арабська               | арабська               |                        | %                      | %                      |
| англійська             | англійська             |                        | %                      | %                      |

Офіційна мова: арабська. Англійська мова використовується як друга розмовна.

## Релігії
| Релігії в Катарі (2003 рік) | Релігії в Катарі (2003 рік) | Релігії в Катарі (2003 рік) | Релігії в Катарі (2003 рік) | Релігії в Катарі (2003 рік) |
| --------------------------- | --------------------------- | --------------------------- | --------------------------- | --------------------------- |
| Віросповідання:             |                             |                             | Відсоток:                   |                             |
| мусульмани                  | мусульмани                  |                             | 77.5%                       | 77.5%                       |
| християни                   | християни                   |                             | 8.5%                        | 8.5%                        |
| індуїсти                    | індуїсти                    |                             | 14%                         | 14%                         |

Головні релігії й вірування, які сповідує, і конфесії та церковні організації, до яких відносить себе населення країни: іслам — 77,5 %, християнство — 8,5 %, інші (переважно індуїзм та інші індійські вірування) — 14 % (станом на 2004 рік).

## Освіта
Рівень письменності 2015 року становив 97,3 % дорослого населення (віком від 15 років): 97,4 % — серед чоловіків, 96,8 % — серед жінок.
Державні витрати на освіту становлять 3,5 % ВВП країни, станом на 2014 рік (154-те місце у світі). Середня тривалість освіти становить 13 років, для хлопців — до 13 років, для дівчат — до 14 років (станом на 2011 рік).

## Охорона здоров'я
Забезпеченість лікарями в країні на рівні 7,74 лікаря на 1000 мешканців (станом на 2010 рік). Забезпеченість лікарняними ліжками в стаціонарах — 1,2 ліжка на 1000 мешканців (станом на 2012 рік). Загальні витрати на охорону здоров'я 2014 року становили 2,2 % ВВП країни (189-те місце у світі).
Смертність немовлят до 1 року, станом на 2015 рік, становила 6,32 ‰ (163-тє місце у світі); хлопчиків — 6,61 ‰, дівчаток — 6,02 ‰. Рівень материнської смертності 2015 року становив 13 випадків на 100 тис. народжень (166-те місце у світі).
Катар входить до складу ряду міжнародних організацій: Міжнародного руху (ICRM) і Міжнародної федерації товариств Червоного Хреста і Червоного Півмісяця (IFRCS), Дитячого фонду ООН (UNISEF), Всесвітньої організації охорони здоров'я (WHO).

### Захворювання
Кількість хворих на СНІД невідома, дані про відсоток інфікованого населення в репродуктивному віці 15—49 років відсутні. Дані про кількість смертей від цієї хвороби за 2014 рік відсутні.
Частка дорослого населення з високим індексом маси тіла 2014 року становила 41 % (16-те місце у світі).

### Санітарія
Доступ до облаштованих джерел питної води 2015 року мало 100 % населення в містах і 100 % у сільській місцевості; загалом 100 % населення країни. Відсоток забезпеченості населення доступом до облаштованого водовідведення (каналізація, септик): в містах — 98 %, в сільській місцевості — 98 %, загалом по країні — 98 % (станом на 2015 рік). Споживання прісної води, станом на 2005 рік, дорівнює 0,44 км³ на рік, або 376,9 тонни на одного мешканця на рік: з яких 39 % припадає на побутові, 2 % — на промислові, 59 % — на сільськогосподарські потреби.

## Соціально-економічне становище
Співвідношення осіб, що в економічному плані залежать від інших, до осіб працездатного віку (15—64 роки) загалом становить 20,1 % (станом на 2015 рік): частка дітей — 18,6 %; частка осіб похилого віку — 1,4 %, або 70,4 потенційно працездатного на 1 пенсіонера. Загалом ці показники характеризують рівень потреби державної допомоги в секторах освіти, охорони здоров'я і пенсійного забезпечення, відповідно. Дані про відсоток населення країни, що перебуває за межею бідності, відсутні. Розподіл доходів домогосподарств у країні має такий вигляд: нижній дециль — 1,3 %, верхній дециль — 35,9 % (станом на 2007 рік).
Станом на 2012 рік, у країні 45,16 тис. осіб не мали доступу до електромереж; 98 % населення має доступ, у містах цей показник дорівнює 98 %, у сільській місцевості — 93 %. Рівень проникнення інтернет-технологій надзвичайно високий. Станом на липень 2015 року в країні налічувалось 2,039 млн унікальних інтернет-користувачів (95-те місце у світі), що становило 92,9 % загальної кількості населення країни.

### Трудові ресурси
Загальні трудові ресурси 2015 року становили 1,644 млн осіб (127-ме місце у світі). Безробіття 2015 року дорівнювало 0,4 % працездатного населення, 2014 року — 0,4 % (2-ге місце у світі); серед молоді у віці 15—24 років ця частка становила 1,1 %, серед юнаків — 0,4 %, серед дівчат — 6,2 % (134-те місце у світі).

## Кримінал

### Торгівля людьми
Згідно зі щорічною доповіддю про торгівлю людьми (англ. Trafficking in Persons Report) Управління з моніторингу та боротьби з торгівлею людьми Державного департаменту США, уряд Катару докладає значних зусиль у боротьбі з явищем примусової праці, сексуальної експлуатації, незаконною торгівлею внутрішніми органами, але законодавство відповідає мінімальним вимогам американського закону 2000 року щодо захисту жертв (англ. Trafficking Victims Protection Act’s) не в повній мірі, країна перебуває у списку другого рівня.

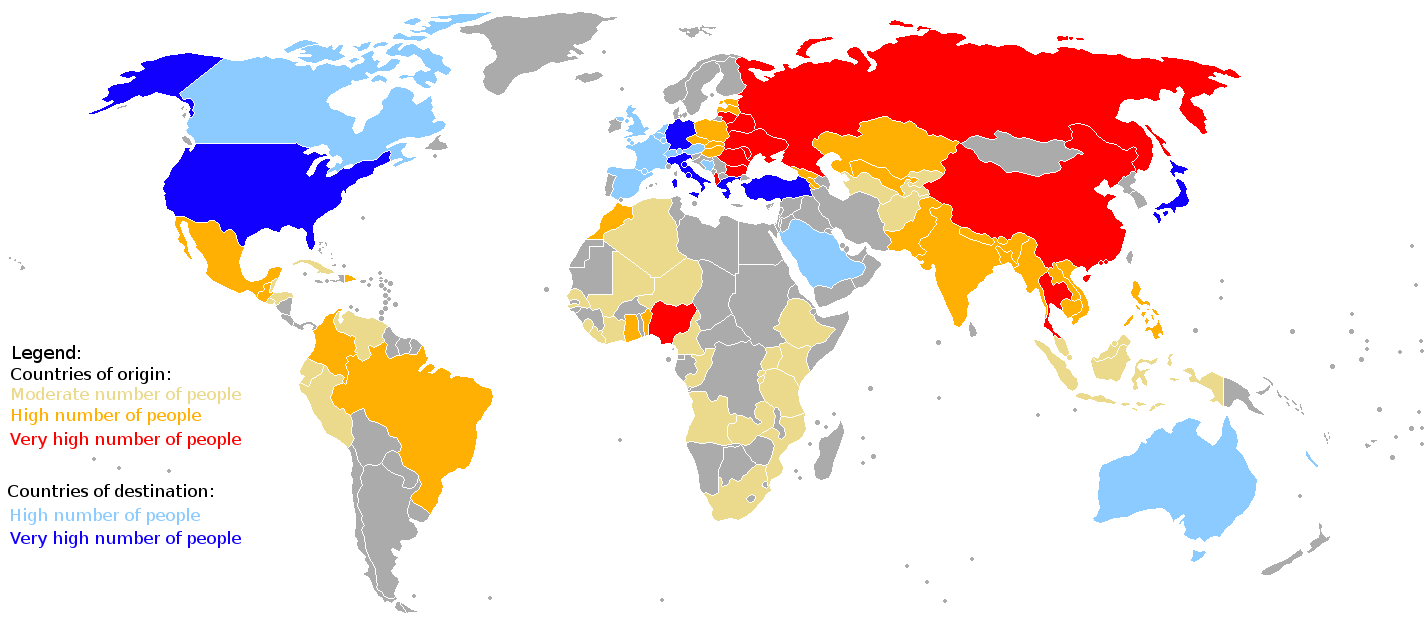
Країни-донори (червоний) і країни-реципієнти кримінальних потоків  (англ.)
Глобальна боротьба з торгівлею людьми (англ.)

## Гендерний стан
Статеве співвідношення (оцінка 2015 року):
- при народженні — 1,02 особи чоловічої статі на 1 особу жіночої;
- у віці до 14 років — 1,03 особи чоловічої статі на 1 особу жіночої;
- у віці 15—24 років — 2,7 особи чоловічої статі на 1 особу жіночої;
- у віці 25—54 років — 4,86 особи чоловічої статі на 1 особу жіночої;
- у віці 55—64 років — 3,41 особи чоловічої статі на 1 особу жіночої;
- у віці за 64 роки — 1,71 особи чоловічої статі на 1 особу жіночої;
- загалом — 3,39 особи чоловічої статі на 1 особу жіночої[1].

## Демографічні дослідження
Демографічні дослідження у країні ведуться рядом державних і наукових установ:

### Українською
- Атлас. 10—11 клас. Економічна і соціальна географія світу / упорядники :  О. Я. Скуратович, Н. І. Чанцева. — К. : ДНВП «Картографія», 2010. — ISBN 978-966-475-639-3.
- Атлас світу / голов. ред. І. С. Руденко ; зав. ред. В. В. Радченко ; відп. ред. О. В. Вакуленко. — К. : ДНВП «Картографія», 2005. — 336 с. — ISBN 9666315467.
- Безуглий В. В. Економічна і соціальна географія зарубіжних країн : Навчальний посібник. — К. : ВЦ «Академія», 2007. — 704 с. — ISBN 978-966-580-239-6.
- Безуглий В. В., Козинець С. В. Регіональна економічна і соціальна географія світу : Навчальний посібник. — видання 2-ге, доп., перероб. — К. : ВЦ «Академія», 2007. — 688 с. — ISBN 966-580-144-9.
- Головченко В. І., Кравчук О. Країнознавство: Азія, Африка, Латинська Америка, Австралія і Океанія. — К., 2006. — 335 с. — ISBN 966-8939-04-2.
- Гудзеляк І. І. Географія населення: Навчальний посібник / І. Гудзеляк. — Л. : Видавничий центр ЛНУ імені Івана Франка, 2008. — 232 с. — ISBN 978-966-613-599-8.
- Дахно І. І. Країни світу: Енциклопедичний довідник / І. І. Дахно, С. М. Тимофієв. — К. : Мапа, 2011. — 606 с. — (Бібліотека нового українця) — ISBN 978-966-8804-23-6.
- Дахно І. І. Економічна географія зарубіжних країн : навчальний посібник. — К. : Центр учбової літератури, 2014. — 319 с. — ISBN 978-611-01-0682-5.
- Джаман В. О. Регіональні системи розселення: демографічні аспекти. — Чернівці : Рута, 2003. — 392 с. — ISBN 9665685988.
- Дорошенко Л. С. Демографія: Навчальний посібник. — К. : МАУП, 2005. — 112 с. — ISBN 966-608-442-2.
- Дубович І. А. Країнознавчий словник-довідник. — 5-те вид., перероб. і доп. — К. : Знання, 2008. — 839 с. — ISBN 978-966-346-330-8.
- Економічна і соціальна географія країн світу. Навчальний посібник / За ред. Кузика С. П. — Л. : Світ, 2002. — 672 с. — ISBN 966-603-178-7.
- Загальна медична географія світу / В. О. Шевченко [та ін.] — К. : [б.в.], 1998. — 178 с.
- Ігнатьєв П. М. Країнознавство: Країни Азії. — Ч. : Книги-XXI, 2004. — 383 с. — ISBN 966-8029-53-4.
- Книш М. М., Мамчур О. І. Регіональна економічна і соціальна географія світу (Латинська Америка та Карибські країни, Африка, Азія, Океанія) : навч. посіб. — Л. : ЛНУ ім. Івана Франка, 2013. — 368 с. — ISBN 978-617-10-0007-0.
- Крисаченко В. С. Динаміка населення: Популяційні, етнічні та глобальні виміри. — К. : Видавництво Національного інституту стратегічних досліджень, 2005. — 368 с. — ISBN 966-554-083-1.
- Любіцева О. О., Мезенцев К. В., Павлов С. В. Географія релігій. — К. : АртЕК, 1999. — 504 с. — ISBN 966-505-006-0.
- Масляк П. О. Країнознавство. — К. : Знання, 2007. — 292 с. — (Вища освіта XXI століття)
- Масляк П. О., Дахно І. І. Економічна і соціальна географія світу / П. О. Масляк, І. І. Дахно ; за ред. П. О. Масляка. — К. : Вежа, 2003. — 280 с. — ISBN 966-7091-53-8.

### Російською
- (рос.) Катар // Демографический энциклопедический словарь / главн. ред. Валентей Д. И. — М. : Советская энциклопедия, 1985. — 608 с.
- (рос.) Катар // Страны и народы. Зарубежная Азия. Общий обзор. Юго-Западная Азия / Редкол. : Н. И. Прошин (отв. ред.), И. А. Дементьев и др. — М. : «Мысль», 1979. — 381 с. — (Страны и народы) — 180 тис. прим.
- (рос.) Атлас народов мира / Отв. ред. С. И. Брук и В. С. Апенченко. — М. : ГУГК ГГК СССР и Институт этнографии им. Н. Н. Миклухо-Маклая АН СССР, 1964. — 185 с. — 20 тис. прим.
- (рос.) Численность и расселение народов мира. Этнографические очерки / под ред. С. И. Брука. — М. : Издательство АН СССР, 1962. — 487 с.
- (рос.) Лаппо Г. М. География городов: Учебное пособие для географических факультетов вузов. — М. : Туманит, изд. центр ВЛАДОС, 1997. — 476 с. — ISBN 5-691-00047-0.
- (рос.) Ягельский А. География населения. — М. : Прогресс, 1980. — 383 с.